# 库兹涅佐夫号航空母舰
庫茲涅佐夫蘇聯海軍元帥號航空母艦（羅馬化：Admiral Flota Sovetskogo Soyuza Kuznetsov）是當前俄羅斯軍隊編制內唯一的航空母艦，始建於苏联時期的1983年，計劃號碼為「1143.5號計劃重型航空巡洋艦」，曾有蘇聯號、克里姆林宮號、布里茲涅夫號、第比利斯號等艦名，1991年服役時正式命名為庫茲涅佐夫號，當時舷號113，現時舷號063。與其他俄製航空母艦一樣兼具巡洋艦的武裝，除了艦載機外仍具相當強大的戰力。
自2017年起該艦開始進行大規模整修，因諸多維修上的問題與事故導致數次拖延，官方判斷該艦最快在2024年才能重回海軍服役，但其後再次逾期，在2025年中期該艦已停止整修進入封存狀態，並可能走向除役。
2024年9月左右，有消息指出俄軍召集库兹涅佐夫号的舰员，組成了機械化步兵营，投入在烏克蘭的前線作戰。

## 任務

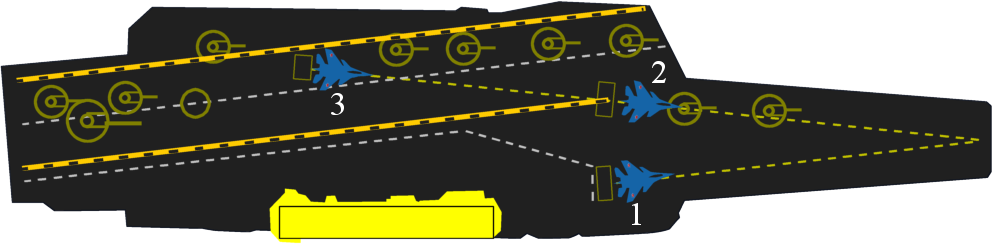
庫茲涅佐夫號的甲板佈置

俄羅斯海軍對「庫兹涅佐夫號」的定位和美國海軍對航母定位不同。俄國稱之為「重型航空巡洋艦」（Тяжёлый авианесущий крейсер，簡称或），可以防衛和支援戰略飛彈潛艦及水面艦，並且搭載一些艦載機，可以讓其獨立巡弋地中海和黑海之間的達達尼爾海峽和博斯普魯斯海峽，除了政治理由外蘇聯航母角色和西方航母也有所不同，庫茲涅佐夫號主要使用定翼機Su-33戰鬥機，可以執行空優、艦隊防空及空中支援等任務，還可以加掛偵蒐和水雷偵測裝備，雙座版Su-33UB平時也用於訓練Su-25攻擊機的飛行員，艦上還使用卡莫夫Ka-27武裝直升機作為反潛直昇機。
為了讓定翼機起降，較小的本艦使用滑跳式甲板，飛機使用本身的引擎衝上跳板升空，比平面彈射式航母有更高起飛角度和高度，也需要較少甲板人員；但因為升空加速較低，造成离舰速度只有每小時120-140公里（65至75節），因此要求艦載機設計不會超出這些速度。
本艦同時擔任巡洋艦，因為裝有12枚長程「花崗岩」（SS-N-19）反艦飛彈和諸多武裝，等於算是一種類似日本二戰的航空巡洋艦。
由於該航母搭載的可搭載的艦載機數量通常爲30架（最多50架），相比美國海軍的尼米茲級航空母艦（通常為60架艦載機，最多90架）和已退役的小鷹級航空母艦（最多90架艦載機）的都要少，俄羅斯海軍總司令弗拉基米尔·维索茨基海軍上將確認了俄羅斯將建造5至6艘新型航母的計劃。
不過也有媒體指出，與美國的航母相比：受美國海軍注重編隊作戰的影響，美國的航空母艦的戰鬥力量過分依賴於艦載機，防守力量依賴護航編隊，且製造和維護成本高昂；而蘇聯海軍十分強調單艦作戰能力，因此庫茲涅佐夫號航母本身就具有很強的對海、對空、反潛武裝，即使沒有軍艦護航的情形下仍具有強大的攻防能力，這樣能縮小航母編隊的規模，減少維護成本，也更適合於中近海的空中火力支援。

## 歷史
编号1143.5的计划书交付黑海造船廠後，1982年本艦動工，在1991年投入使用，一个标志着建设开始的官方庆典仪式在1982年9月1日举行；實際下水是1985年12月4日，它最先以拉脫維亞首府里加被命名为“里加”号（俄语： / 拉脫維亞語：），但是在1982年11月更名为“列昂尼德·勃列日涅夫”号（Леонид И. Брежнев），紧接着又于1987年8月以喬治亞首府第比利斯更名为“第比利斯”号（俄语： / 喬治亞語：），直至1990年10月4日最后命名为“苏联海军元帅库兹涅佐夫号”号（Адмирал флота Советского Союза Кузнецов），到1989年夏天，船体已经完工71%，1989年11月进行了第一次载机训练，1991年11月蘇聯即將解體之際，原定歸屬於烏克蘭，但船員多數是北方艦隊抽調而來，於是少數船員深夜就離開母港外海，一陣風波後打算逕自投奔俄國，它从黑海出发快速突破土耳其，於是加入北方舰队至今，而直到1993年它才接收舰载机。
1995年12月24日，俄羅斯军报《红星报》曾大肆渲染：库兹涅佐夫号航母特混编队驶离摩爾曼斯克軍港，前往地中海进行为期百天的远航训练。然而没有人能够料到，航母下一次真正意义上的远航要等到10年之后。
1996年初開始地中海巡航訓練。之後于1997年底停放於北方艦隊的船塢，等待进行大修的资金，当维修工作仅进行到20%，资金就已告罄。检修最终在1998年7月完成。这艘船于1998年11月3日在形式上在恢复了其在北方舰队的服役。之后的两年，库兹涅佐夫号似乎依旧停留在港口中，直到参加2000年对俄罗斯海军潜艇库尔斯克号的救援行动。此后的行动或是延期，或是被取消。
2002年1月17日，航母正停靠在北莫尔茨克的停泊场内进行维修，一个舱室因电线短路发生火灾，并迅速扩散到隔壁的两个舱室，造成一名21岁的士兵死亡。
2003年10月，结束维修的航母出海进行航行试验，结果再次遭到火灾袭击。
在2003年底至2004年初，库兹涅佐夫号出海进行了检查与训练，2004年10月，它参加了俄罗斯海军在大西洋上的一次舰队演习，并在2005年9月参与了同样的演习。
在2005年的演习中，它搭载的一架Su-33戰鬥機发生了一起事故，并从航母上坠入大西洋1100公尺的海底，为了保护其国家机密不外泄，俄军方不得不用深水炸弹将其炸毁。
與俄羅斯海軍的許多軍艦一樣，在蘇聯解體后其財政和技術問題使本艦的功能受限，同時也問題不斷。儘管如此，但是本艦依然可望服役到2030年。
据俄联邦摩尔曼斯克州紧急情况总局发布的消息，“库兹涅佐夫”号在2006年8月27日下午4时左右发生火灾，起因是航母警备队器材仓库发生电线短路。一个小时后，火灾被航母救灾小队消除。2名水兵在事故中受伤。
2006年9月27日，發布本艦將於年底歸建北方艦隊，並加裝一系列現代化升級，修正許多技術問題，俄國海軍總司令弗拉基米爾·馬索林上將，下令維修完成後撥交一批Su-33戰鬥機到艦上。
2007年12月11日，本艦無預警通過挪威海域，只在挪威的貝根外海60海浬，該艦在此區域進行演習，Su-33戰鬥機及卡莫夫直昇機在演習期間從艦上昇空，演習令挪威的直昇機服務暫停，以避免與演習艦載機相撞，演習時俄羅斯的航空母舰正在國際水域。
随后库兹涅佐夫号前往地中海，偕同11艘其他船艦與47架飛機展開聯合演習，它进行了3项战术演习项目，从空中平台与水面平台分别发射了实弹与模拟弹。
由於俄國與印度海軍合作頻繁，不但將封存中的戈爾什科夫海軍上將號航空母艦加以改裝並賣給印度，且外銷給印度艦載機MiG-29K與Su-33，而印軍為了讓飛行員訓練在航母上的起降作業，故常與俄羅斯合作，安排印軍飛行員在庫茲涅佐夫號上以MiG-29K實施起降練習，日後在印度海軍的維克拉瑪蒂亞號航空母艦（原本的戈爾什科夫號）上成軍。
2015年6月6日，據俄羅斯多家傳媒報導，俄羅斯海軍現役的唯一一艘航母“庫茲涅佐夫”號（全稱為“蘇聯海軍元帥庫茲涅佐夫”號，Admiral Flota Sovetskogo Soyuza Kuznetsov）進入摩爾曼斯克州的第82修船廠（SRZ-82）中的PD-50號浮船塢進行維修。雖然軍方並沒有透露維修的時間和工作量，但外界普遍認為，這艘滿載排水量超過5.9萬噸的巨艦將接受至少兩到三年的大修。PD-50號浮船塢是蘇聯時期為了給不斷入役的1143系列航母（蘇俄稱其為“重型載機巡洋艦”）提供保障建造的特大型鋼結構浮船塢，起重能力達80000噸。該浮船塢由蘇聯“西方”設計局設計，並由瑞典建造，1980年交付北方艦隊，可為蘇聯/俄羅斯現役全部的水面艦艇/潛艇進行維修和日常保養工作。在俄羅斯的太平洋艦隊也有一艘同型的PD-41號浮船塢，目前該浮船塢正承載著太平洋艦隊唯一一艘基洛夫級核動力導彈巡洋艦“拉扎列夫海軍上將”號。
2016年10月，“庫茲涅佐夫”號出發前往東地中海，支援俄軍在敘利亞的行動。
2018年10月30日，“库兹涅佐夫”号在维修过程中因PD-50号浮动船坞发生断电事故，2台塔吊倒下，其中一台击中甲板。浮动船坞沉入水中，导致4人受伤，因該浮動船塢是俄海軍僅有能維護航母的船塢，它的事故直接導致維護中的庫艦一度陷入癱瘓，近期被拖往摩尔曼斯克星造船厂的船舶修理中心泊位上待命，等待該造船廠乾船塢完成升級工程後才繼續完成餘下的大修升級工序。
2019年12月12日15时许（莫斯科时间同日上午10时许），正在维修的库兹涅佐夫号发生火灾。火灾造成1人死亡，1人失踪，6人受伤，过火面积达600多平方米。
2022年12月22日，库兹涅佐夫号航空母舰發生火災，船上的20多人已緊急疏散，暫無人員傷亡。
2023年2月21日，俄罗斯联合造船公司负责人拉赫曼诺夫表示，俄航母“库兹涅佐夫海军元帅”号（简称“库兹涅佐夫”号）已经离开船坞，将于2024年重返俄罗斯海军参与战备值勤。

## 現代化改裝
從2016年11月8日起，由庫茲涅佐夫號領軍的北方艦隊特遣編隊（還包括基洛夫級核子動力飛彈巡洋艦彼得大帝號(Pyotr Veliky)、勇狀級大型反潛驅逐艦Severomorsk號和 Kulakov號、相關支援艦艇等）開始對敘利亞境內展開空襲任務，這是在俄羅斯海軍歷史首次由航空母艦對敵方地面目標進行空襲的紀錄，SU-33戰鬥機在8月15日執行了進入俄羅斯海軍服役以來首次對地面目標空襲的實戰任務；在隨後2個月的作戰任務中，庫茲涅索夫號的30架艦載機（含Su-33與MiG-29K戰鬥機、Ka-52攻擊直昇機、Ka-29與Ka-27多用途直昇機等）
共完成420架次作戰任務（包括117架次夜間飛行任務），此外還有750架次搜索、救援、運輸等任務，總計摧毀了超過1200處ISIS恐怖份子的目標 ，期間有兩架艦載飛機因意外折損（一架Mig-29K因阻拦索失效無法著艦而燃油耗盡墜海，一架SU-33著艦時攔阻索斷裂而衝出墜海，兩起事故飛行員均成功彈射逃生）。
完成這次部署後，庫茲涅索夫號在2017年2月9日返回北方艦隊莫曼斯克基地，隨後準備入北德文斯克的Zvezdochka造船廠展開改裝工作。依照俄羅斯軍方的消息，所有改裝工作必須在2020年完成，改裝項目包括全面整修推進系統，更新其中四部鍋爐，另外四部鍋爐則進行維修，所有蒸氣管道以及大軸也都會進行整修，飛行甲板設施、阻攔索等也會全面更新；此外，改裝工程也包括全面更新艦上的指管通情、作戰系統、電子戰、導航與航空管制等設備，許多商源已經消失的老裝備會全面替換。依照俄羅斯消息，在1991年1月加入北方艦隊的庫茲涅索夫號，成軍時的船舶證書的指定壽命已經過期，而這次翻修能為庫茲涅索夫海軍上將號再延長20年使用壽命（約服役到2040年代中期）。有消息透露此次翻新總花費可能為200億盧布（3.43億美元左右），然而根據專家估計，考慮到庫茲涅索夫號翻修與現代化的工作量，總花費應該不會低於650億盧布（約11.247億美元），其中各項配套設備的研製項目約300億盧布（約5.19億美元）。原本庫茲涅索夫號預定2017年上半就進塢展開大修工程，不過可能由於船塢設施來不及準備好，在2017年8月23日，俄羅斯海軍高層才宣布庫茲涅索夫號會在2018年起展開維修，維修時間約2.5至3年。在2017年10月中旬，消息傳出原本庫茲涅索夫號此次大修的預算原訂為500億盧布（約8.75億美元），然而此時只撥下大約一半。
在2018年7月25日，俄羅斯紅星電視台報導庫茲涅佐夫海軍上將號已經進入北德文斯克的星造船廠（АО «Центр судоремонта «Звёздочка»），工程展開前的技術評估工作已經持續了七個多月，工作量評估已接近完成，後續工程時間表也已確定，正在整理相關技術文件和檔案已開始整理。星星船舶修理廠總經理謝爾蓋 馬里切夫表示，在2018年4月中旬，俄羅斯國防部和俄羅斯海軍正式將相關合約授予廠商企業；在接受塔斯（TASS）新聞社採訪時，謝爾蓋 馬里切夫表示，庫茲涅佐夫海軍上將號的維修和升級改裝工作將至少持續五年，出塢之後進行超過7個月的試航。謝爾蓋 馬里切夫表示，庫茲涅佐夫海軍上將號的升級工程十分徹底，將移除全部鍋爐、發電機、蒸汽渦輪、傳動裝置、柴油發電機組、傳動軸、和製冷製熱設備，進行徹底維修、升級、改造或更新。
2017年8月下旬，庫茲涅索夫號準備裝上的新鍋爐。庫茲涅佐夫號停靠在Zvyozdochka造船廠旗下、位於摩爾曼斯克（Murmansk）的35號船廠，預計將在2022年交付，2023年初進行測試，2023年底航艦重回艦隊。但在2022年再次遭遇维修延误问题，必须推迟到2024年才能重新服役。
2025年7月11日俄羅斯唯一的航空母艦「庫茲涅佐夫海軍上將」號（Admiral Kuznetsov）命途多舛，據《環球時報》引述俄羅斯《消息報》報道，俄羅斯國防部可能已放棄修復。
消息人士透露，目前該航母的維修和現代化升級工作已暫停。俄羅斯海軍和聯合造船公司將很快決定這艘航母的命運，專家們不排除它可能會退役。

## 圖片集

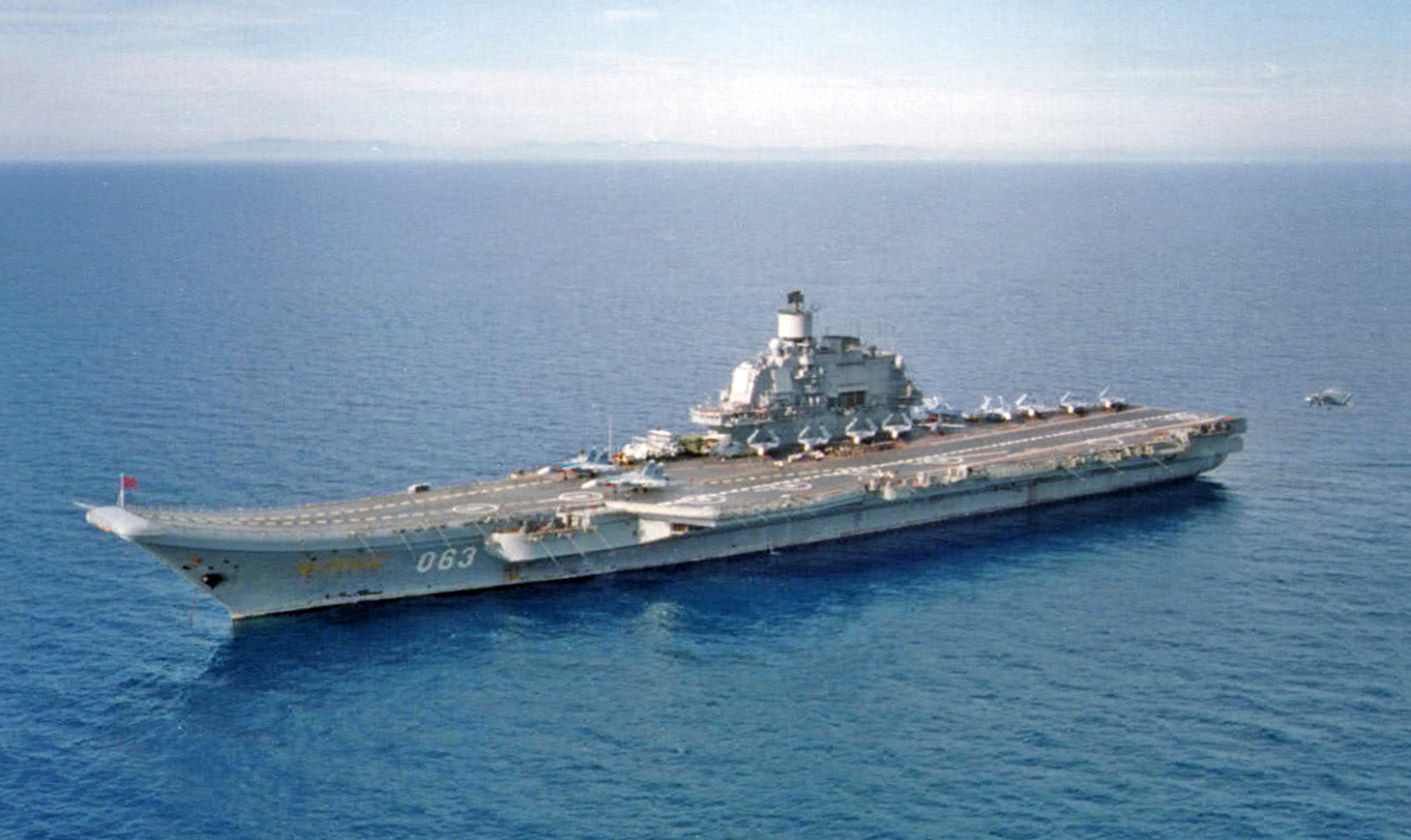
本艦Admiral Kuznetsov號外觀
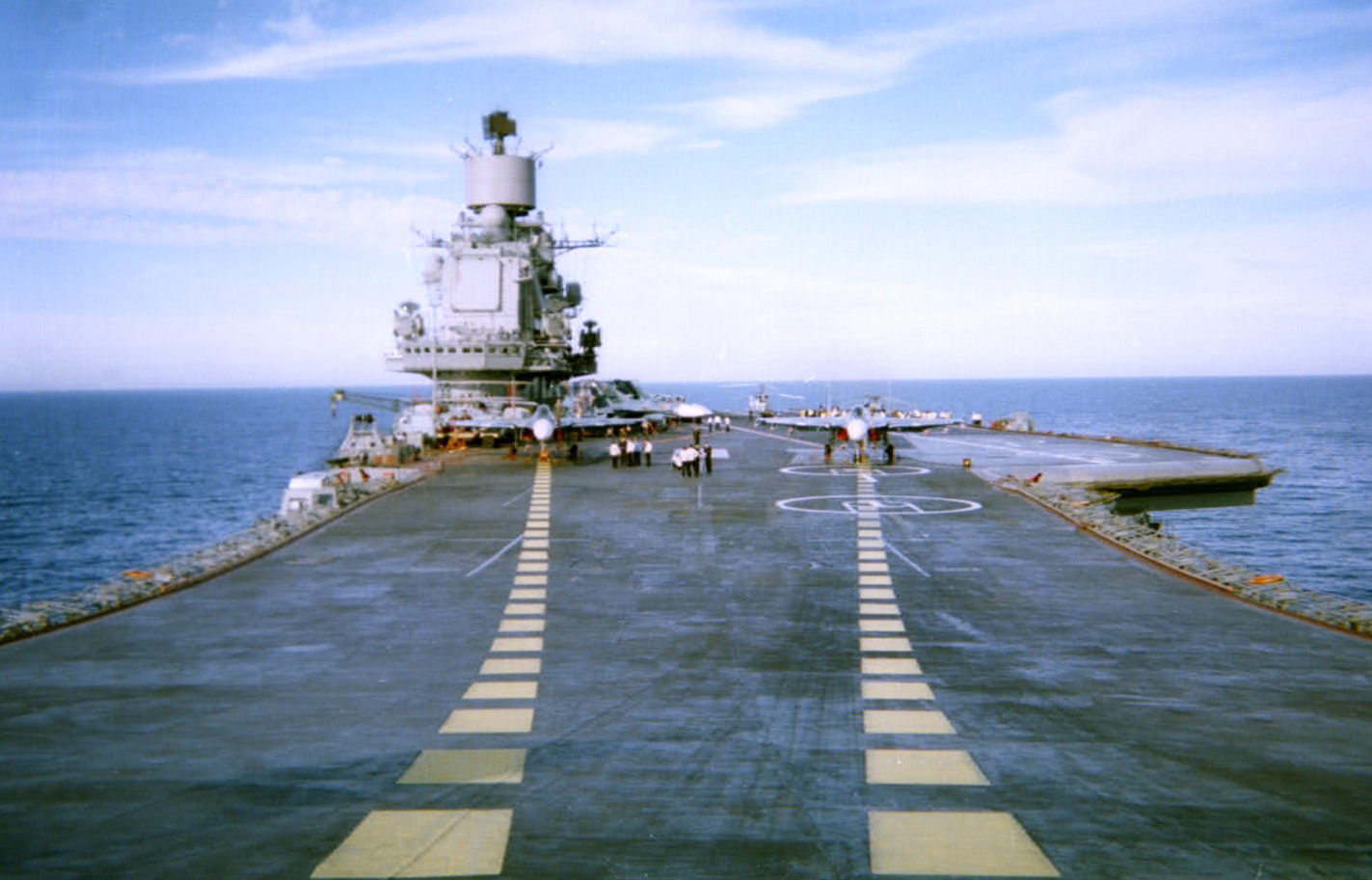
兩架Su-33於發射位置上。
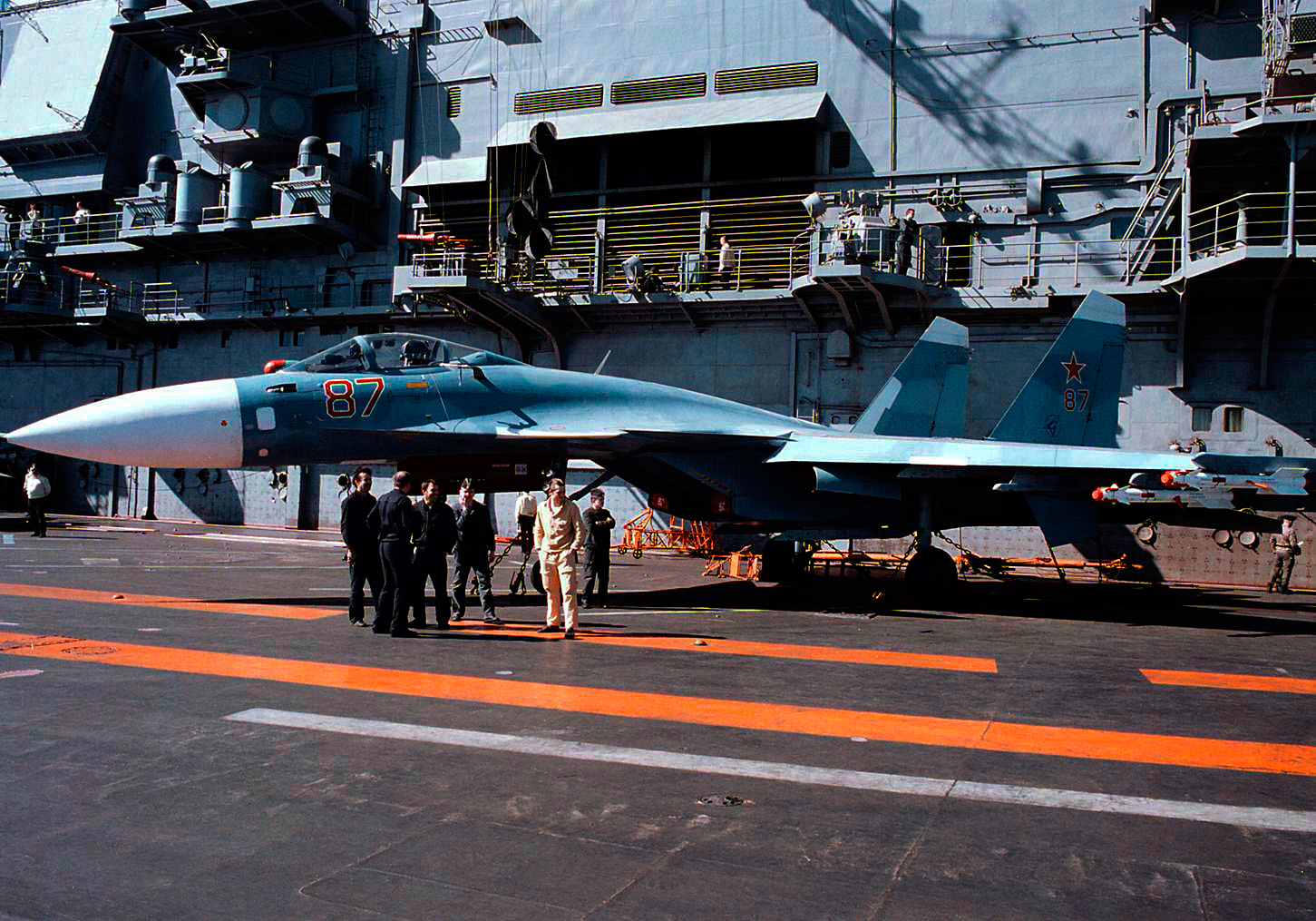
一架Su-33於甲板上。
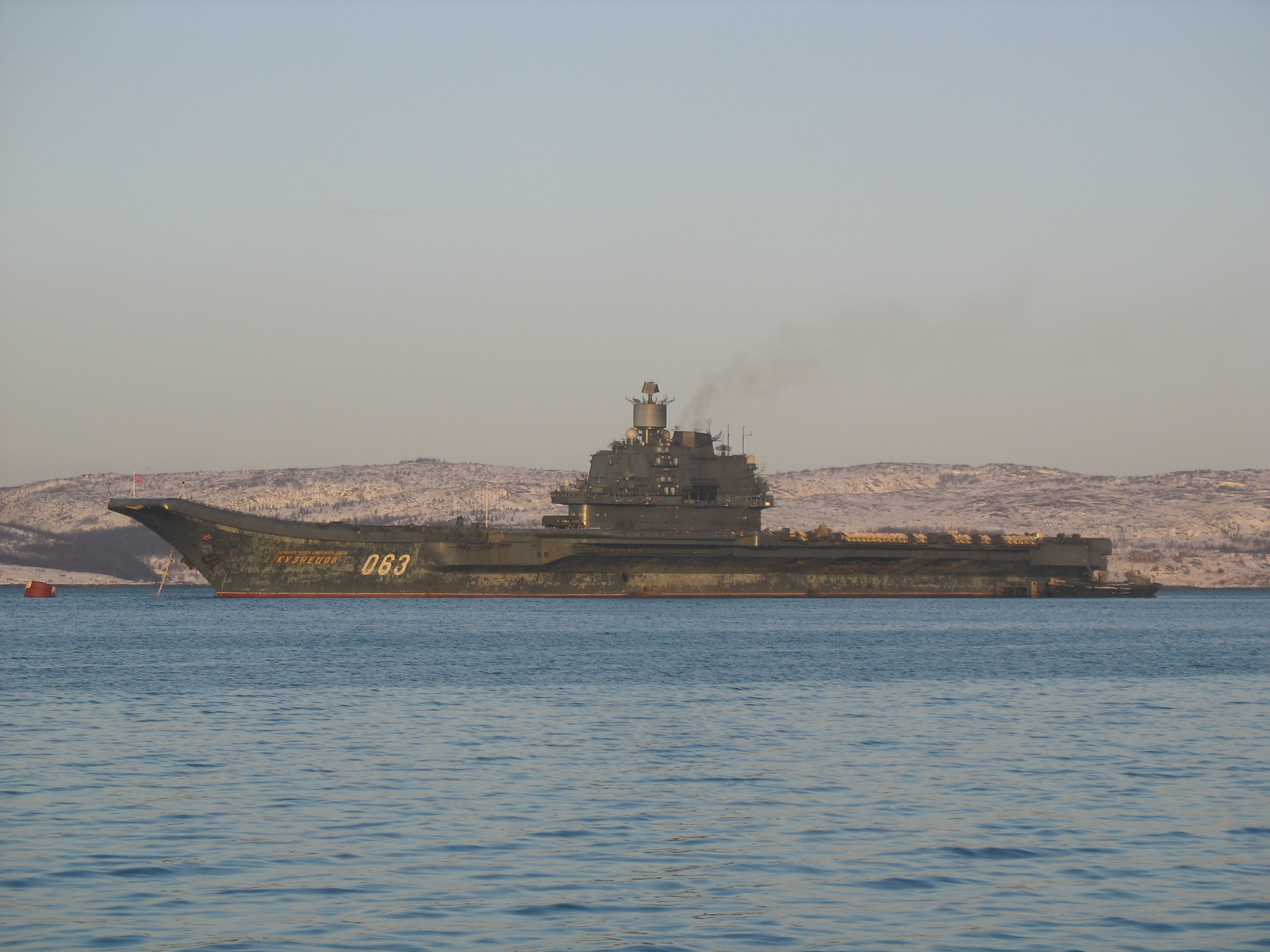
2008年的庫茲涅佐夫號
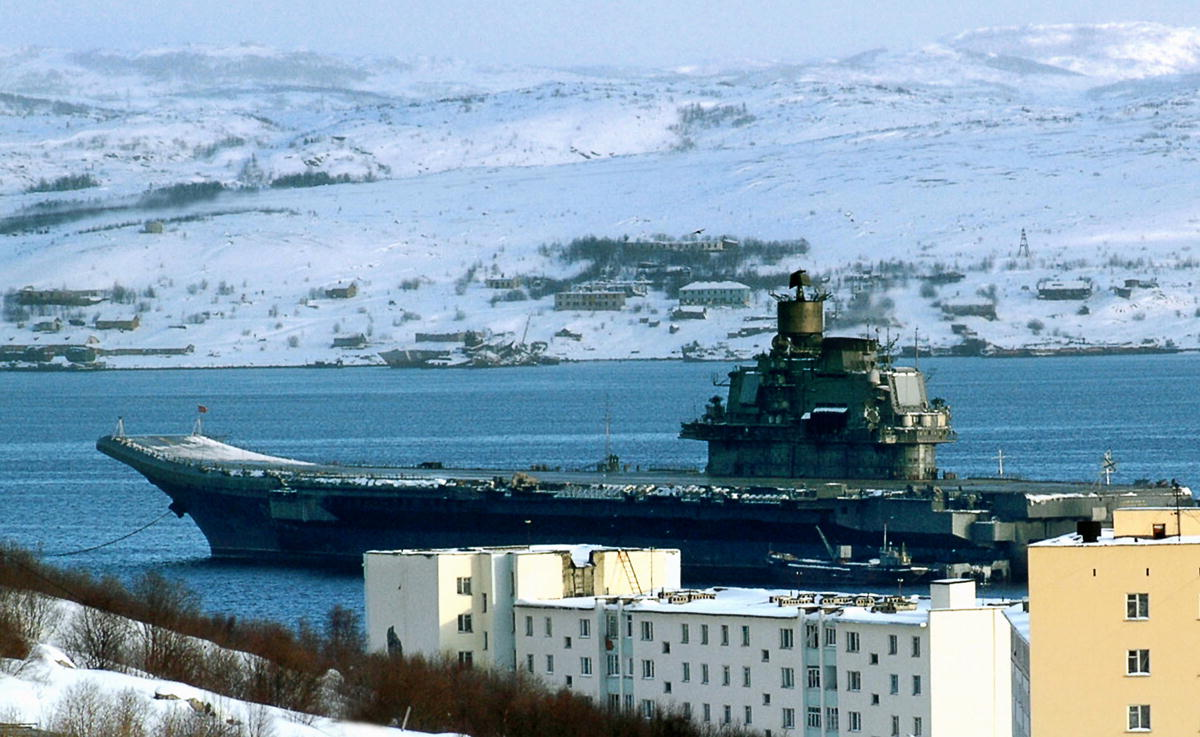
於摩爾曼斯克軍港
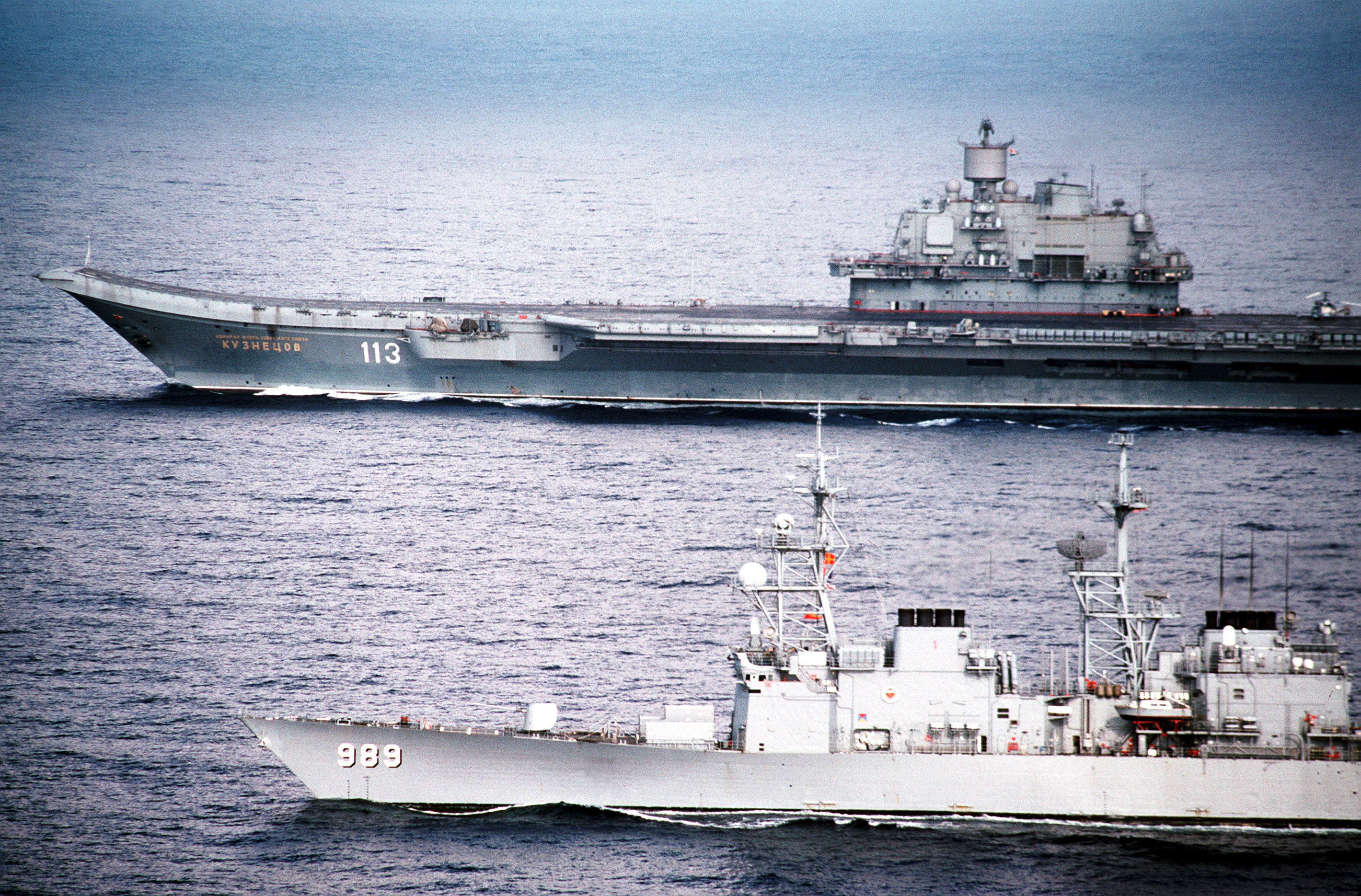
1991於地中海和美國USS Deyo交會。
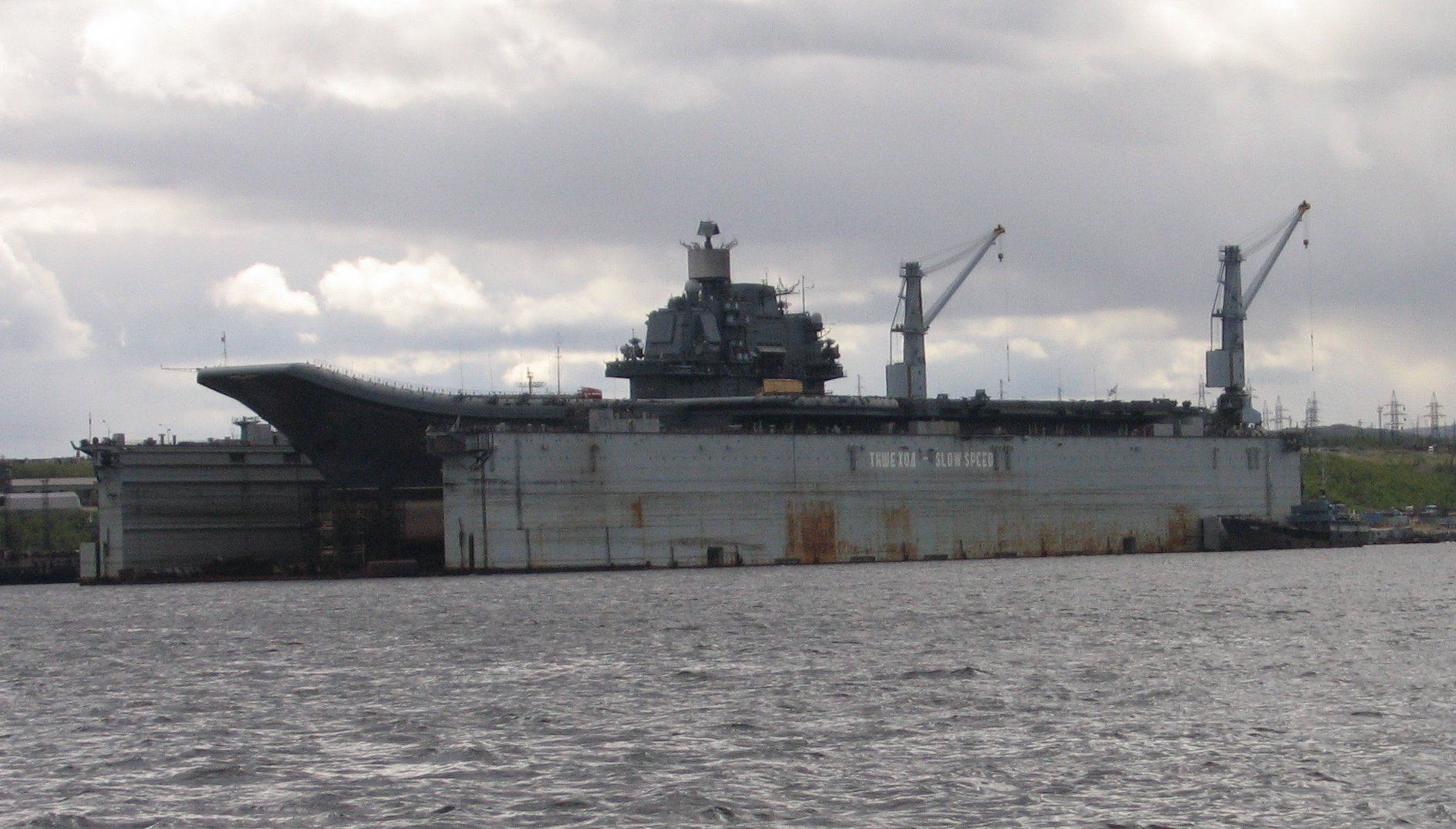
乾船塢大修。
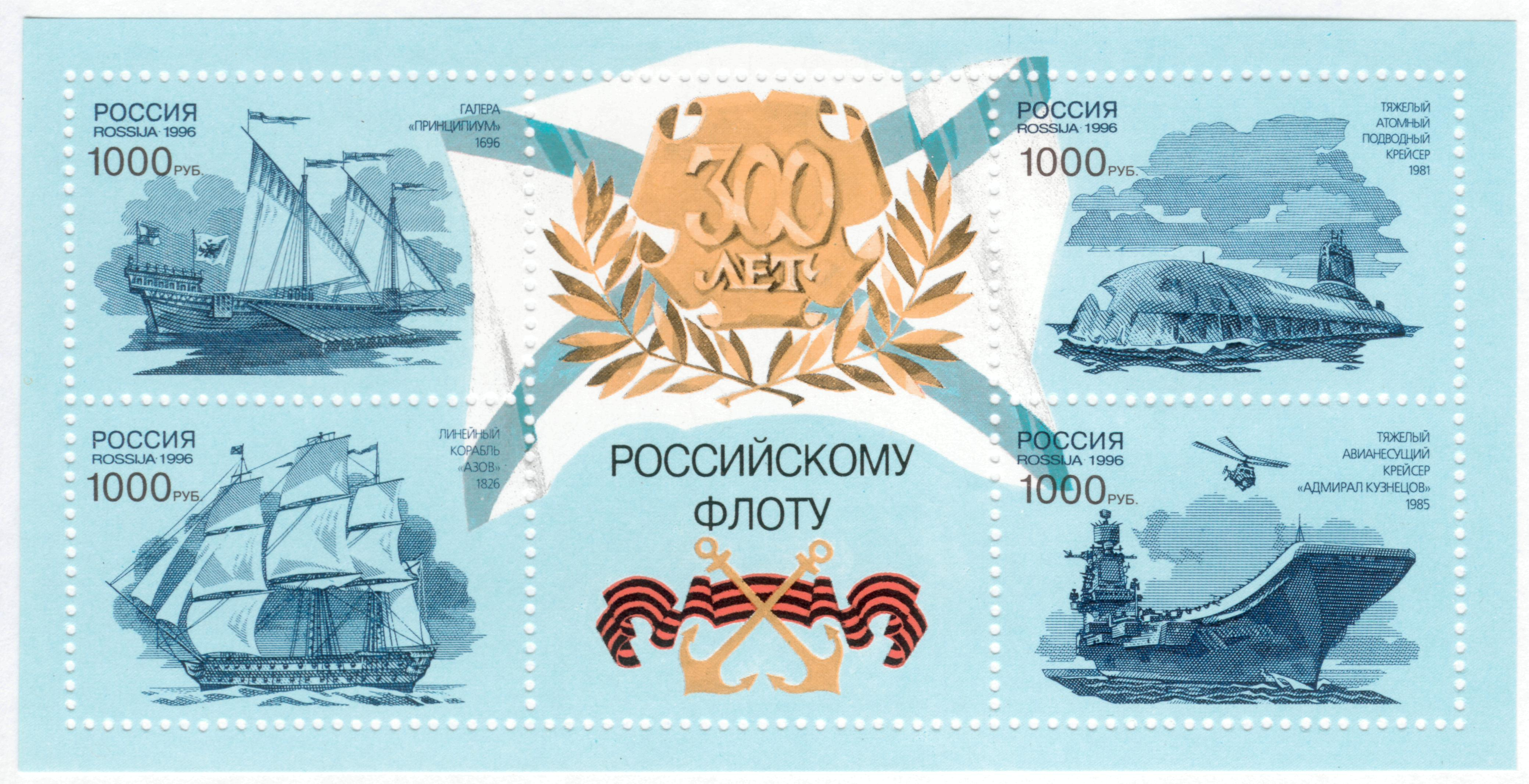
俄羅斯海軍成立300周年紀念郵票上的庫茲涅佐夫號航母（右下角）

## 流行文化
- 不可能的任務：最終清算